# Choreografie

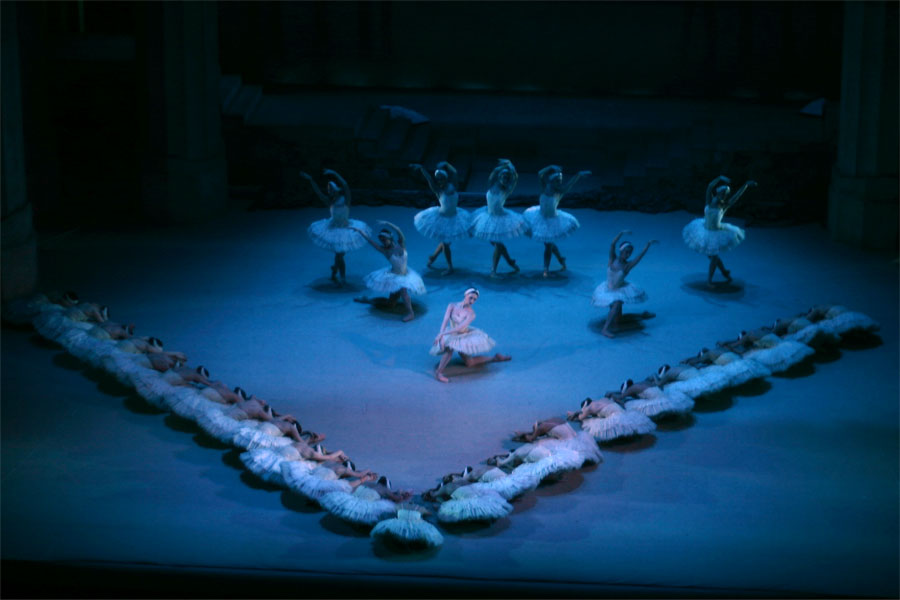
Uitvoering van het Zwanenmeer in de Weense Staatsopera

Choreografie (van Oudgrieks χορεία / khoreía = "koordans" en γραφή / graphí = "schrijven") is de kunst van het opstellen van dansbewegingen - meestal op muziek - voor optredens. Ook kan met de term de resulterende bewegingsstructuur worden bedoeld. De mensen die choreografieën maken worden choreografen genoemd.
Hoewel de term hoofdzakelijk gebruikt wordt met betrekking tot dans kan choreografie op diverse terreinen worden toegepast, waaronder:
- Schermen
- Gymnastiek
- Kunstschaatsen
- Marsen
- Krijgskunsten

Een ballet begint bij de choreograaf, de bedenker van een ballet. De choreograaf haalt zijn ideeën voor een ballet uit allerlei bronnen: mythologie, literatuur, toneelstukken. Hij bedenkt bij die verhalen dansbewegingen die ondersteund door muziek, decors, kostuums en belichting het verhaal op dansante manier vertellen. Soms kiest de choreograaf voor bestaande muziek, maar ook komt het voor dat speciaal voor een ballet muziek gecomponeerd wordt. Uiteraard is dan de samenwerking tussen choreograaf en componist zeer belangrijk.
Als de choreograaf de gekozen muziek beluistert ontstaan er in zijn hoofd de beelden van dansbewegingen: allerlei beelden zoals het ballet er volgens hem moet gaan uitzien. In de balletstudio probeert hij dan de dansbewegingen en de passen die hij van plan is in zijn ballet te verwerken, uit, alleen of samen met de dansers.of al improviserend en spontaan, afhankelijk van de reacties van de dansers op de muziek. Bij het maken van een choreografie moet natuurlijk ook rekening gehouden worden met de fysieke en expressieve mogelijkheden van de dansers en de ruimte die de choreograaf op het podium beschikbaar heeft.
Het woord chore(o)graphie schijnt als eerste te zijn gebruikt door een zekere Feuillet, dansmeester te Parijs, die in 1701 een werkje publiceerde getiteld Chorégraphie, ou l'art d'écrire la danse par caractères, figures et signes démonstratifs.
Choreology is een dansnotatie waarbij de dansbewegingen worden genoteerd in een notenbalk.

## Verder lezen
- Bloom, L, A. en Tarin Chaplin, L. (1989) The Intimate Act of Choreography. Dance Books. ISBN 0822953420
- Ellfeldt, L. (1998) A Primer for Choreographers. Waveland Press. ISBN 0881333506
- Minton, S, C. (1997) Choreography: A Basic Approach Using Improvisation. Human Kinetics. ISBN 0880115297
- Smith-Autard, J, M. (200) Dance Composition. Routledge. ISBN 0878301186